# Субморф
Субморф (лат. sub ‘під’ +морф ) — асемантичний сегмент основи, що на відміну від морфа не має самостійної семантичної й словотвірної функцій, але має тотожну з ним фонетичну будову і (як морф) бере участь у формуванні лексичної основи. Наприклад: -ець у словах кінець, олівець, нанівець (пор. з суфіксом -ець у слові западенець); -о у словах соло, кіно; -ум у словах максимум, пленум і т.д.
Субморфи є або реліктами первісної морфемної будови або базою новоутворюваних морфем. 
Субморфи — це одиниці нижчого рівня, ніж морфеми. Субморфи за формою тотожні морфемам, відрізняються від повноцінних морфем відсутністю семантики й самостійної словотвірної функції.
Розрізняють суфіксальні й префіксальні субморфи. 
Концепція субморфів введена В. Чургановою (1973).